# Paramutation
Paramutation ist eine epigenetische Wechselwirkung zwischen zwei Allelen eines Gens, die zu einem Erbgang führt, der nicht mit den Mendelschen Regeln vereinbar ist.
Das Phänomen wurde 1956 vom kanadischen Genetiker R. A. Brink in Mais (Zea mays) entdeckt.

## Paramutation amb1-Gen in Mais
Das b1-Gen in Mais codiert für ein Protein, das den Anthocyanidin-Signalweg aktiviert, durch den purpurne Pigmente synthetisiert werden. Pflanzen, die bezüglich des B-I Allels homozygot sind, weisen eine hohe b1-Expression auf und zeigen eine purpurne Farbe; Pflanzen, die bezüglich des B'  Allels homozygot sind, sind dagegen hell, weil b1 nur schwach transkribiert wird. Kreuzungen zwischen diesen beiden Pflanzen ergeben heterozygote Pflanzen, die ebenfalls eine helle Farbe haben. Dies bedeutet scheinbar, dass B-I rezessiv zu B' ist. Wenn jedoch die heterozygoten Pflanzen untereinander gekreuzt werden, sind alle Pflanzen der folgenden und künftiger Generationen hell. Dies verletzt die Mendelsche Spaltungsregel, gemäß der ein Teil der Pflanzen homozygot bezüglich B-I und damit purpurfarben sein müsste.

### Mechanismus
Die Nukleotidsequenz von B-I und B'  ist identisch, die Allele haben allerdings einen unterschiedlichen epigenetischen Zustand, d. h. die Chromatinstruktur ist unterschiedlich. Durch eine Wechselwirkung zwischen den beiden Allelen wird der epigenetische Zustand von B-I durch B'  umprogrammiert, so dass in Folgegenerationen keine Pflanzen mehr auftreten, die bezüglich B-I homozygot sind. Der genaue molekulare Mechanismus der Wechselwirkung ist noch nicht aufgeklärt, allerdings scheint nichtcodierende RNA wie siRNA eine tragende Rolle zu spielen für die Kommunikation zwischen den Allelen.

## Andere Fälle von Paramutation
Auch bei anderen Genen in Mais sowie in anderen Organismen wurden Fälle von Paramutation gefunden, unter anderem in Arabidopsis thaliana und Maus. Es sind weniger eindeutige Fälle von Paramutation in Tieren bekannt als in Pflanzen.
Das Beispiel des b1-Genlocus in Mais ist besonders gut zu analysieren, da das B' -Allel sehr stabil ist und eine hundertprozentige Penetranz hat. Dies ist bei den meisten anderen Fällen von Paramutation nicht so, oft kann sich die Expression eines Gens graduell ändern, und der Effekt kann in den Folgegenerationen abklingen.